# شريط سينمائي
شريط سينمائي المصطلح يشير في الأصل إلى أنبوب أشعة الكاثود المستخدمة في أجهزة الاستقبال التلفزيوني ، كما يسميه المخترع فلاديمير زوريكين في عام 1929. وبالتالي، كانت التسجيلات معروفة بالكامل بأفلام سينسكوب أو تسجيلات سينسكوب . تم منح RCA علامة تجارية للمصطلح (لأنبوب أشعة الكاثود) في عام 1932؛ أصدرت طواعية المصطلح إلى المجال العام في عام 1950.

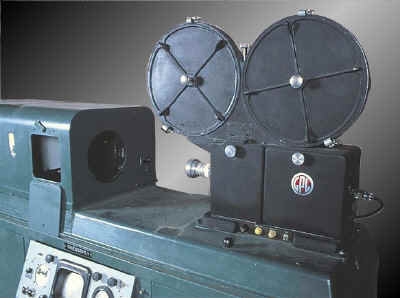

شريط سينمائي المعروف أيضا باسم الكينيسكوب، هو أداة تسجيل برامج تلفزية على فيلم سينمائي ، مباشرة من خلال عدسة تركز على الشاشة من شاشة فيديو. العملية كانت رائدة خلال الأربعينات، وكانت تستخدم من أجل الحفاظ على إعادة البث وبيع برامج تلفزيونية قبل أن يصبح الاستخدام ذو الجودة التجارية لشريط فيديو سائدا.
عادة ، يمكن أن يشير المصطلح إلى العملية نفسها، المعدات المستخدمة للإجراء (أ 16) مم أو 35 كاميرا فيلم مم مثبتة أمام شاشة فيديو ، ومتزامنة مع معدل مسح الشاشة) ، أو فيلم تم إنشاؤه باستخدام هذه العملية. كان الشريط السينمائي هو الطريقة العملية الوحيدة للحفاظ على البث التلفزيوني المباشر قبل إدخال شريط الفيديو في عام 1956. كما تم إنتاج عدد صغير من الأفلام الروائية المسرحية كأفلام سينمائية. [بحاجة لمصدر]
مصطلح شريط سينمائي في الأصل إلى أنبوب أشعة الكاثود المستخدم في أجهزة التلفزيون ، كما يدعى من قبل المخترع الروسي فلاديمير زوريكين في عام 1929. ومن ثم التسجيلات كانت معروفة في شريط سينمائي الأفلام أو شريط سينمائي التسجيلات. منحت العلامة التجارية RCA لمدة (على أنبوب أشعة الكاثود) في عام 1932؛ ظهر المصطلح في المجال العام بحلول عام 1950.